# Ruggero Giovannini
Ruggero Giovannini, né le 5 juin 1922 à Rome et mort le 5 mars 1983 dans la même ville, est un dessinateur de bande dessinée italien.

## Œuvre

### Albums
- Brik, Aventures et Voyages, collection Mon journal

1. La Princesse maudite, scénario de Scott Goodall, Renata Gelardini et Víctor Mora, dessins de Kurt Caesar, John Stokes et Ruggero Giovannini, 1974

- Garry, Impéria

1. Les Naufragés de l'Arizona, scénario de Robba, dessins de Félix Molinari et Ruggero Giovannini, 1951

- La Guerre de Troie, scénario de Danilo Forina, dessins de Ruggero Giovannini, Éditions Christian Lemoine, 1979
- Pirates, Aventures et Voyages, collection Mon journal

1. Capt'ain Rik Erik - La Vengeance de la pieuvre jaune, scénario de Claudio Nizzi, dessins de Ruggero Giovannini, 1974
2. Captain Rik Erik - À Pirate, pirate et demi !, scénario de Claudio Nizzi, dessins de Ruggero Giovannini, 1974
3. Cap'tain Rik-Erik - Tous pour un, scénario de Claudio Nizzi, dessins de Ruggero Giovannini, 1974
4. Captain Rik-Erik - Typhon !, scénario de Claudio Nizzi, dessins de Ruggero Giovannini, 1975
5. Bili-Bili le rebelle, scénario de Claudio Nizzi, Federico Amoros Martín et Héctor Oesterheld, dessins de José Grau, José Luis García-López et Ruggero Giovannini, 1975

- Trophée, Aventures et Voyages, collection Mon journal

1. Trophée 6, scénario de Guy Lehideux et Mario Basari, dessins de Guy Lehideux, Barrie Mitchell et Ruggero Giovannini, 1972
2. Trophée 8, scénario de Guy Lehideux, Mario Basari, Ken Mennell, Christopher Lowder et Dopi, dessins de Guy Lehideux, Barrie Mitchell, Ruggero Giovannini et Francisco Solano López, 1972
3. Trophée 9, scénario et dessins collectifs, 1973
4. Trophée 10, scénario et dessins collectifs, 1973
5. Trophée 11, scénario de Guy Lehideux et Mario Basari, dessins de Guy Lehideux, Barrie Mitchell, Ruggero Giovannini et Francisco Solano López, 1973

- Yataca, Aventures et Voyages, collection Mon journal

1. La Chasse des hommes peints, scénario de Jean Ollivier et G. Longhi, dessins de Ruggero Giovannini,1980
2. L'Étoile-du-sud, scénario de Jean Ollivier et G. Longhi, dessins de Ruggero Giovannini et Santo D'Amico,1980
3. La Folie des éléphants, scénario de Jean Ollivier et G. Longhi, dessins de Ruggero Giovannini et Santo D'Amico,1980
4. Opération Aigle, scénario de Jean Ollivier et G. Longhi, dessins de Ruggero Giovannini et Santo D'Amico,1980
5. Le Collier d'Umbala, scénario de Jean Ollivier et G. Longhi, dessins de Ruggero Giovannini et Santo D'Amico,1980
6. Les Pierres bleues, scénario de Jean Ollivier et G. Longhi, dessins de Ruggero Giovannini, Juan García Quiros et Santo D'Amico,1980
7. La Vallée des Pygmées, scénario de Jean Ollivier et G. Longhi, dessins de Ruggero Giovannini, Josep Subirats et Santo D'Amico,1980
8. Alerte sur le Congo, scénario de Jean Ollivier et G. Longhi, dessins de Ruggero Giovannini, Juan García Quiros et Santo D'Amico,1980
9. Le Temple des ressuscités, scénario de Jean Ollivier et G. Longhi, dessins de Ruggero Giovannini et Santo D'Amico,1981
10. Le Lac des crocodiles, scénario de Jean Ollivier, Karpa et G. Longhi, dessins de Ruggero Giovannini, Karpa et Santo D'Amico,1981
11. Le Pont des mille morts, scénario de Jean Ollivier et G. Longhi, dessins de Ruggero Giovannini et Santo D'Amico,1981
12. La Rivière qui meurt, scénario de Jean Ollivier et G. Longhi, dessins de Ruggero Giovannini et Josep Subirats,1981
13. La Savane sauvage, scénario de Jean Ollivier et G. Longhi, dessins de Ruggero Giovannini, Josep Subirats et Santo D'Amico,1981
14. Les Naufragés du Zambèze, scénario de Jean Ollivier et G. Longhi, dessins de Ruggero Giovannini et Santo D'Amico,1981
15. Les Fils du lion, scénario de Jean Ollivier et G. Longhi, dessins de Ruggero Giovannini, Juan García Quiros et Santo D'Amico,1981
16. Le Cirque de l'épouvante, scénario de Jean Ollivier et G. Longhi, dessins de Ruggero Giovannini, Juan García Quiros et Santo D'Amico,1982